# Tutti i miei sbagli
Tutti i miei sbagli è il brano con il quale il gruppo torinese dei Subsonica  ha partecipato al Festival di Sanremo 2000, dove si sono classificati undicesimi. Il brano è stato poi inserito nella riedizione di Microchip emozionale, secondo album del gruppo uscito nel 1999 insieme al lato B del singolo, Albe meccaniche.
Al mediocre piazzamento sanremese, il brano ha rimediato con un notevole successo sia di passaggi radiofonici che di vendite. Infatti il singolo è riuscito ad arrivare fino all'ottava posizione dei singoli più venduti, diventando a tutt'oggi il brano di maggior successo dei Subsonica. La musica è stata scritta da Max Casacci, Samuel e Boosta, mentre il testo dai soli Casacci e Samuel.

## Storia
Casacci ha realizzato gli accordi principali del brano, mentre Boosta è responsabile della parte ritmica e l'effettistica. Le melodie orchestrali sono state scritte da Casacci e Boosta insieme, e orchestrate da Fabio Gurian.
Casacci racconta di aver sentito un giorno Samuel canticchiare un motivetto con voce baritonale, improvvisato al momento. Dopo essere andato via si accorge di aver ancora il motivetto in testa, così torna indietro a casa di Samuel e scrive una sequenza di accordi con la chitarra, dando vita al ritornello, suggerendo a Samuel di alzare il canto di una quinta. Casacci suggerisce alcune modifiche al motivetto in modo da adattarlo agli accordi appena scritti e di conseguenza ci costruisce una strofa. Insieme poi scrissero il testo.
Quando porta il pezzo in studio, Boosta inserisce alcuni intermezzi che fanno da collegamento tra ritornello e strofe, e suggerisce una ritmica più dance, mentre la demo aveva un andamento a ballata.

## Video musicale
Il videoclip, diretto da Luca Pastore, riprende le atmosfere ed i temi dei precedenti video del gruppo. Anche in questo caso, il video, privo di una storia, mostra sequenze nonsense e grottesche, alternate ad immagini del gruppo che esegue il brano. Tema ricorrente di questo video è la spirale, mostrata praticamente in tutte le inquadrature. Altro elemento interessante nel video è la fotografia, che tende a colorare le varie sequenze di giallo o di blu. Il video è stato girato nel castello di San Giorgio Canavese.

## Tracce
1. Tutti i miei sbagli (testo: Max Casacci, Samuel Romano – musica: Max Casacci, Davide Dileo)
2. Albemeccaniche (testo: Max Casacci, Luca Ragagnin – musica: Max Casacci)
3. Ilgabs ieim i ittut

## Classifiche
| Classifica (2000) | Posizione raggiunta |
| ----------------- | ------------------- |
| Italia            | 8                   |

## Versione del 2019
Il 20 dicembre 2019 è stata pubblicata una nuova versione del singolo realizzata con la partecipazione vocale del cantautore Motta, estratta come terzo singolo dall'album di remix Microchip temporale.